# Garza
Garza är en kommunhuvudort i Argentina.   Den ligger i provinsen Santiago del Estero, i den norra delen av landet, 900 km nordväst om huvudstaden Buenos Aires. Garza ligger 130 meter över havet och antalet invånare är 2 295.
Terrängen runt Garza är mycket platt. Runt Garza är det mycket glesbefolkat, med 4 invånare per kvadratkilometer.. Det finns inga andra samhällen i närheten.
Trakten runt Garza består i huvudsak av gräsmarker.